# Acanthosyris paulo-alvinii
Acanthosyris paulo-alvinii là một loài thực vật có hoa trong họ Santalaceae. Loài này được G.M.Barroso mô tả khoa học đầu tiên năm 1968.